# Peperomia thomeana
Espèce
Statut de conservation UICN

 NT  : Quasi menacé
Peperomia thomeana C.DC. est une espèce de plantes à fleurs du genre Peperomia et de la famille des Piperaceae trouvée en Afrique,.

## Étymologie
Son épithète spécifique thomeana fait référence à l'île de São Tomé où elle a été observée.

## Description
C’est une plante à fleurs, du groupe de dicotylédone, épiphyte, insidieuse, avec de racines au niveau des nodosités. Elle présente une ressemblance avec Peperomia retusa. 
C’est une espèce native du Cameroun et de l'île de São Tomé. On la retrouve dans les forêts de montagne à 1 400–2 300 m d’altitude. Épiphyte ou terrestre (près des rochers), elle est évaluée comme une espèce quasi menacée (NT).
Elle a été collectée en Guinée équatoriale à Bioko ; au  Cameroun : Mont Cameroun et Bamenda ; à Sao Tomé-et-Principe